# فرط سكر الدم الاحتدادي
فرط سكر الدم الاحتدادي (بالإنجليزية: Oxyhyperglycemia)‏ هو نوع خاص من اختلال تحمل الغلوكوز يتميز بفرط سكر الدم السريع والعابر (أي ارتفاع في مستوى الغلوكوز في الدم) بعد تناول الغلوكوز عن طريق الفم، وتكون ذروة هذا الارتفاع كافية لتسبب بيلة سكرية دون أعراض (أي يكون الغلوكوز قابلًا للكشف في البول)، لكن ينعكس فرط سكر الدم بسرعة وقد يتحول إلى نقص سكر الدم في المراحل اللاحقة. يميز هذا الانحدار الحاد نحو نقص سكر الدم هذه الظاهرة المرضية عن فرط سكر الدم المُحرض الناجم عن جرعة وريدية كبيرة من محلول الغلوكوز. عادةً ما يعاني مرضى متلازمة الإغراق المبكر من فرط سكر الدم الاحتدادي المرتبط بتناول وجبة أو باختبار تحمل الغلوكوز الفموي.
يعني الجذر اليوناني أوكسي «حاد» أو «مدبب». يبدو منحني اختبار تحمل الجلوكوز الفموي في هذه الحالة حادًا ومدببًا إلى حد ما (على الأقل مقارنةً بالأشكال الأخرى من فرط سكر الدم) - ومن هنا جاء هذا الاسم.

يعرّف قاموس دورلاندز فرط سكر الدم الاحتدادي على أنه:
«حالة وجود بيلة سكرية بسيطة وارتفاع منحني اختبار تحمل الغلوكوز الفموي لنحو 180-200 ملغ/دسل لكنه يعود إلى قيمتة الطبيعية أثناء الصيام بعد 2.5 ساعة من تناول الغلوكوز».
تشير قيمة 180 ملغ/دسل إلى عتبة الغلوكوز الكلوية التي تحدث دونها إعادة امتصاص كل الغلوكوز عبر الترشيح الكبيبي. ولكن عندما تتجاوز التراكيز الدموية العتبة الكلوية، يبدأ السكر في الظهور في البول.
يُعتبر فرط سكر الدم الاحتدادي، كالأشكال الأخرى من اختلال تحمل الغلوكوز، أحد حالات مقدمات السكري.

## السبب
يحدث فرط سكر الدم الاحتدادي بشكل شائع بسبب متلازمة الإغراق المبكر، ولكن نادرًا ما يحدث بسبب حالات أخرى مثل داء غريفز. وُصف لأول مرة من قبل لورانس وآخرين. في عام 1936 بعد إجراء مفاغرة معدية معوية. يُشاهد في معظم حالات استئصال المعدة، و جراحة المجازة المعدية وإجراءات استئصال المعدة، وكلها أسباب جراحية لمتلازمة الإغراق.

## الآلية
في بداية متلازمة الإغراق، يزداد الغلوكاغون في البنكرياس بعد الأكل مباشرةً، ربما من خلال تحفيز الكاتيكولامينات المشاركة في الاستجابة الذاتية العامة التي يسببها الحمل التناضحي، ولكن بعد 120 دقيقة، عندما يُصحح معظم نقص سكر الدم، لا يعد الغلوكاغون في البنكرياس قابلًا للكشف، غالبًا بسبب التثبيط بالببتيد الشبيه بالغلوكاغون-1. تسبب الإنكرتينات بما في ذلك الببتيد الشبيه بالغلوكاغون-1 وعديد الببتيد المعدي المثبط الأعراض اللاحقة لمتلازمة الإغراق بما في ذلك ارتفاع الأنسولين ونقص سكر الدم التفاعلي.

## التشخيص

### تمييزه عن اختلال تحمل الغلوكوز العادي
بشكل عام، معظم المرضى (أو الحيوانات) الذين يعانون من اختلال تحمل الغلوكوز كأحد مقدمات السكري (غلوكوز المصل 140-200 ملغ/دسل بعد اختبار تحمل الغلوكوز الفموي بساعتين) لا يعانون من فرط سكر الدم الاحتدادي بسبب:
1. لا تحدث البيلة السكرية بالضرورة في حال اختلال تحمل الغلوكوز المعتدل (على سبيل المثال عندما تكون قيمة غلوكوز الدم ضمن المجال 140-180 ملغ/دسل)، لكنها تحدث حتمًا في حال فرط سكر الدم الاحتدادي (أي الذروة > العتبة الكلوية).
2. على النقيض من منحني اختبار تحمل الغلوكوز الفموي السطحي الذي يُرى بشكل شائع، لا يلزم بالضرورة أن يقتصر اتساع القمة المدببة في فرط سكر الدم الاحتدادي على حالات مقدمات السكري فقط، وفي فرط سكر الدم الاحتدادي الشديد، قد يتجاوز 250 ملغ/دسل.
3. في حالة فرط سكر الدم الاحتدادي، تزداد قيم المنحني (خلال 30 دقيقة) وتنخفض (خلال 2.5 ساعة) بسرعة كبيرة وهو أمر غير معتاد بالنسبة لأشكال أخرى من مقدمات السكري. في معظم حالات اختلال التحمل، لا تنخفض مستويات الغلوكوز عادةً بسرعة، بل تستمر بالانخفاض لمدة ساعتين أو أكثر.[11] في حين أنه إذا كان فرط سكر الدم الاحتدادي ناتجًا عن متلازمة الإغراق المبكر، قد يتبعه متلازمة الإغراق المتأخر التي قد تتميز بمرحلة نقص سكر الدم.